# Gonatocerus novifasciatus
Gonatocerus novifasciatus är en stekelart som beskrevs av Girault 1911. Gonatocerus novifasciatus ingår i släktet Gonatocerus och familjen dvärgsteklar. Inga underarter finns listade i Catalogue of Life.